# Conte di Snowdon
Conte di Snowdon è un titolo nobiliare inglese nella Parìa del Regno Unito.

## Storia
Il titolo venne creato nel 1961 assieme al titolo sussidiario di Visconte Linley, di Nymans nella contea del Sussex, per Antony Armstrong-Jones, marito della principessa Margherita, contessa di Snowdon, sorella della regina Elisabetta II. Snowdon è un titolo del resto legato già alla famiglia reale inglese in precedenza: il titolo di barone Snowdon venne conferito assieme al ducato di Edimburgo al principe Federico Luigi, nipote di Giorgio I e futuro principe di Galles, nel 1726. Il titolo venne riunito alla corona nel 1760 quando il suo detentore divenne sovrano col nome di Giorgio III.
Nel novembre del 1999, Lord Snowdon ha ricevuto la parìa a vita come Barone Armstrong-Jones, permettendogli così di mantenere il proprio seggio alla Camera dei Lords anche dopo il passaggio dell'House of Lords Act 1999.
Nel 2017 il titolo è passato al figlio David.

## Conti di Snowdon (1961)
- Antony Charles Robert Armstrong-Jones, I conte di Snowdon (1930-2017)
- David Albert Charles Armstrong-Jones, II conte di Snowdon (n. 1961)

L'erede apparente è il figlio dell'attuale detentore del titolo, Charles Patrick Inigo Armstrong-Jones, visconte Linley (n. 1999)